# Roberto Lucas Martínez
Roberto Lucas Martínez (Zaragoza, Aragón, España, 25 de abril de 1990) es un árbitro de baloncesto español de la liga ACB. Pertenece al Comité de Árbitros de Aragón.

## Trayectoria
En 2019, fue designado para la Final Four de la Liga LEB Oro 2018-19 disputada en Bilbao.
Con 29 años, en 2019 fue ascendido a la Liga ACB. Junto al aragonés también ascendieron Yasmina Alcaraz Moreno (Comité Catalán), Joaquín García González (Comité Andaluz), Cristóbal Sánchez Cutillas (Comité Murciano), Vicente Martínez Silla (Comité Valenciano) y David Sánchez Benito (Comité Castellanoleonés).

## Temporadas
| Categoría        | País   | Año               |
| ---------------- | ------ | ----------------- |
| Categorías bases | Aragón | 2009 - 2015       |
| FEB              | España | 2015 - 2019       |
| Liga ACB         | España | 2019 - Actualidad |